# Герберт (Гриффины)
Джон Герберт по прозвищу «Герберт Извращенец» — персонаж мультсериала «Гриффины», созданный и озвученный Майком Генри. Герберт — пожилой сосед семьи Гриффинов, впервые появившийся в эпизоде 3-го сезона «Любить и умереть в Дикси». Педогебефил, которого привлекают мальчики, питает безответную любовь к Крису Гриффину.
Герберт получил неоднозначные отзывы критиков, которые выразили разные мнения о юморе, связанном с педофилией, раскрываемом благодаря данному персонажу. Герберт появлялся в различных товарах Гриффинов и несколько раз появлялся в Кливлендском шоу, спин-оффе Гриффинов.

## Роль в Гриффины
Герберт живёт в вымышленном городе Куахог, штат Род-Айленд, который создан по образцу Кранстона, штат Род-Айленд Это пожилой мужчина, который носит голубой купальный халат и использует ходунки из-за своего возраста; его собака Джесси такая же пожилая и дряхлая, так как не может использовать задние лапы.
В своём первом появлении «Любить и умереть в Дикси» (3 сезон, 2001) Герберт пытается соблазнить Криса в доме, предлагая ему эскимо, которое, как настаивает Герберт, находится в его подвале. Несмотря на его просьбы, Крис отказывается от предложения. В эпизоде « Ухаживание за отцом Стьюи» (4 сезон, 2005) Крис разбивает окно Герберта бейсбольным мячом и, пытаясь выплатить долг, Крис помогает Герберту по хозяйству по дому, к большому удовольствию Герберта. Позже Герберт приглашает его на ужин, на котором делается сувенирная фотография пары. Когда Крис получает новую работу в «Movin’ Out» (6 сезон, 2007), его младший брат Стьюи берет на себя его газетный маршрут, а Герберт пытается соблазнить его так же, как его сексуальные домогательства к Крису. но Стьюи отвергает его, который называет его «извращённым старым уродом», хотя это только усиливает его страсть к младенцу. В эпизоде «Сыграй снова, Брайан» (6 сезон, 2008) Питер и Лоис нанимают Герберта присматривать за их детьми Крисом, Стьюи и Мэг.
Герберт принимает предложение, заявляя, что он наденет свои «самые шикарные шмотки», вспыхивая песней «Все, что мне нужно, это девушка» (хотя и изменённой, чтобы отразить его безответную привязанность к Крису). Он утверждает, что не интересуется Мэг в значительной степени из-за её возраста и пола, и разочарован тем, что она единственная из трёх, кто купает его. У Герберта есть внучатая племянница Сэнди, которой он помогает привлечь Криса в стиле Сирано де Бержерака в эпизоде «День святого Валентина в Куахоге» (11 сезон, 2013).
В эпизоде "Падре де Фамилия" (сезон 6, 2007) выясняется, что Герберт был ветераном войны, поскольку показано, как он поёт «Боже, благослови США» на местном параде в честь Дня ветеранов.
Этому способствует эпизод 9 сезона (2011 г.) «Немецкий парень», в котором Герберт рассказывает, что он служил в ВВС США во время Второй мировой войны и был схвачен силами Вермахта, когда он был сбит над Германией во время сопровождения. бомбардировочный рейд. Хотя нацистские силы изначально хотели поместить Герберта в лагерь для военнопленных, вместо этого они поместили его в концлагерь Дахау после того, как обнаружили на нем несколько фотографий несовершеннолетних мальчиков, что побудило их обвинить его в гомосексуализме .
Спустя годы Герберт обнаруживает своего мучителя, лейтенанта СС Франца Шлехтнахта, зарабатывающего на жизнь в Куахоге продажей деревянных марионеток. Герберт утверждает, что, находясь в заключении, Шлехтнахт поручил ему сортировать вторсырье в концентрационном лагере, что часто приводило к тому, что руки Герберта становились «немного липкими» из-за пролитой на них газировки. Шлехтнахт аналогичным образом пытается заигрывать с Крисом, что вызывает драку между Гербертом и бывшим нацистским генералом.
Герберт появлялся в различных случаях в спин-оффах Гриффинов, например, в различных вырезках в нескольких эпизодах Кливлендского шоу . В «Смейтесь, Fuzzball: The Family Guy Trilogy» Герберт появляется как Оби-Ван Кеноби..

## Производство

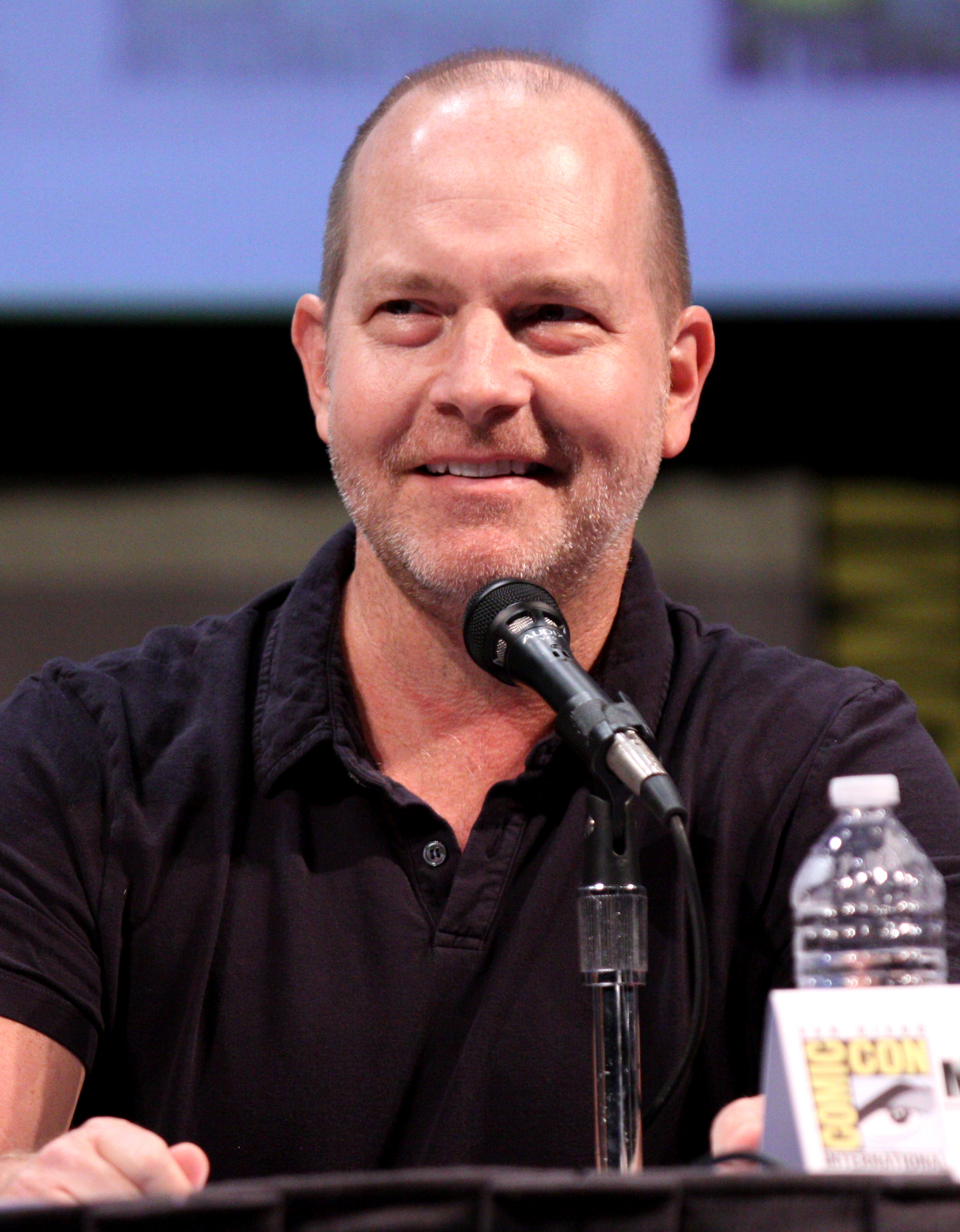
Майк Генри создал Герберта и озвучил его

Герберт был создан писателем и актёром озвучивания Майком Генри . Генри познакомился с создателем Гриффинов Сетом Макфарлейном, когда его брат Патрик был одноклассником Макфарлейна в Школе дизайна Род-Айленда. Генри пригласили написать и создать персонажей для Гриффинов после того, как шоу было запущено. Первым персонажем, которого он создал, был Кливленд Браун, а позже он создал Герберта.
Изначально Герберт не был педофилом; Генри представил эту идею сценаристам шоу, что привело к решению сделать его одним из них. Как и большинство других созданных им персонажей, Генри озвучивает Герберта. Генри основывал голос и внешность Герберта на пожилом человеке, которого он встретил, когда работал в продуктовом магазине, когда учился в старшей школе. В интервью Генри описал этого человека как милого человека.

## Приём
IGN, американский развлекательный сайт, в целом положительно отозвался о нём. Они указали, что Герберт — один из самых популярных повторяющихся персонажей в сериале, ссылаясь на него (с его собакой Джесси) как на одного из персонажей, которые выделялись среди остальных. Они также отметили, что одна из причин, по которой Герберт забавен, заключается в его «мягком, пронзительном свистящем голосе».
Хотя IGN хвалил Герберта в целом, они критиковали некоторые его аспекты. В своём обзоре «Голубого урожая», пересказа и пародии на фильм 1977 года «Звёздные войны. Эпизод IV: Новая надежда», IGN раскритиковал решение поставить Герберта на роль Оби-Вана Кеноби, заявив, что это никогда не создаёт настоящего юмора. Они также раскритиковали постоянное использование Герберта, отметив, что первые два раза это было интересно, но быстро им стали злоупотреблять. В своём списке «Над чем ещё следует высмеивать Гриффинов?» IGN прокомментировал, что Герберт идеально подойдёт на роль майора Тота и нового инструктора по Защите от тёмных искусств Хогвартса, если Гриффины когда-нибудь решат пародировать "В Индиана Джонс: В поисках утраченного ковчега и Гарри Поттера соответственно.
В статье, написанной Ханом Нгуеном для TV Guide в феврале 2015 года, педофилия была названа среди 12 самых больших табу, показанных на Гриффинах, а Герберт назван «самым жутким из всех» упоминаний о расстройстве. Роуэн Кайзер из The AV Club раскритиковал персонажа как пример того, как сериал иногда терпит неудачу в своём намеренно оскорбительном юморе. Он назвал персонажа «чёрной дырой дерьма, каждое появление которой выявляет худшие наклонности Гриффинов», добавив, что его «внешний вид резко останавливает каждый эпизод, в котором он находится».
Герберт вместе со своей собакой Джесси занял 16-е место в рейтинге IGN «25 лучших персонажей-гриффинов». Герберт также занял пятое место в рейтинге IGN «The Cleveland Show Casting Couch», в котором были показаны персонажи, которых IGN сочло бы интересным поместить в Шоу Кливленда.

## Товар
В 2004 году компания Mezco Toyz выпустила первую серию игрушечных фигурок Гриффинов . У каждого члена семьи Гриффинов и других персонажей (включая Герберта) была своя игрушка, за исключением Стьюи, из которого были сделаны две разные фигурки. В течение двух лет было выпущено ещё четыре серии игрушечных фигурок. Герберт также фигурирует на компакт-диске Family Guy: Live in Vegas.